# Манса (округ, Индия)
Ма́нса (в.-пандж. ਮਾਨਸਾ ਜ਼ਿਲਾ; англ. Mansa) — округ в индийском штате Пенджаб. Расположен на юге штата. Образован в 1992 году из части территории округа Бхатинда. Административный центр — город Манса. Площадь округа — 2169 км². По данным всеиндийской переписи 2001 года население округа составляло 688 758 человек. Уровень грамотности взрослого населения составлял 52,4 %, что ниже среднеиндийского уровня (59,5 %). Доля городского населения составляла 20,7 %.